# جاك 3
جاك 3 (بالإنجليزية: Jak 3)‏، هي لعبة فيديو أمريكية، وهي الجزء الثالث من سلسلة جاك أند دكستر، صدرت في الأسواق سنة 2004، ومن تطوير نوتي دوغ، ونشرها شركة سوني كمبيوتر إنترتنمنت، وتعمل على منصات بلاي ستيشن 2، بلاي ستيشن 3 وبلاي ستيشن فيتا.